# Syed Wajid Ali
Syed Wajid Ali (ur. 20 grudnia 1911 w Lahaur, zm. 14 czerwca 2008), pakistański działacz sportowy, członek Międzynarodowego Komitetu Olimpijskiego.
Starszy brat byłego ministra finansów Syeda Babara Alego, pełnił wiele funkcji rządowych w dziedzinie gospodarki i kultury. Był też wiceprezydentem Pakistańskiego Komitetu Czerwonego Półksiężyca.
Przez kilkadziesiąt lat stał na czele Pakistańskiego Stowarzyszenia Olimpijskiego. W 1959 został wybrany do Międzynarodowego Komitetu Olimpijskiego, był m.in. członkiem komisji kultury, finansów, kontaktów z mediami; w latach 1966–1970 wchodził w skład komitetu wykonawczego. W 1996 otrzymał tytuł członka honorowego MKOl.
Żonaty, miał troje dzieci.